# Franciscus Jacobus Terwisscha van Scheltinga
Franciscus Jacobus Terwisscha van Scheltinga (Sneek, 3 december 1883 – Nijmegen, 18 maart 1968) was een Nederlands politicus voor de Roomsch-Katholieke Staatspartij (RKSP) en burgemeester.
Per 1 augustus 1935 werd hij burgemeester van Beuningen. In december 1936 opende hij met Commissaris van de Koningin in Gelderland Schelto van Heemstra het nieuwe gemeentehuis van Beuningen. Per 15 september 1939 verwisselde hij Beuningen voor de aangrenzende, iets grotere gemeente Wijchen, waar hij M.J. Mulders opvolgde die op 22 juni plotseling was overleden. Op zaterdag 23 september 1939 werd Terwisscha van Scheltinga geïnstalleerd als burgemeester. Op 14 december 1948 kreeg hij op eigen verzoek per 1 januari 1949 eervol ontslag.

## Persoonlijk
Op 10 mei 1922 huwde Terwisscha van Scheltinga met Johanna Wilhelmina Maria Coomans, zij overleed in 1962.